# Ceramothyrium lycopodii
Ceramothyrium lycopodii är en svampart som beskrevs av K. Holm & L. Holm 1989. Ceramothyrium lycopodii ingår i släktet Ceramothyrium och familjen Chaetothyriaceae.  Arten är reproducerande i Sverige. Inga underarter finns listade i Catalogue of Life.